# 鳳飛飛音樂作品列表
以下是鳳飛飛的作品列表。

## 流雲
《流雲》是鳳飛飛第十九張個人專輯；1975年12月海山唱片發行。
專輯收錄電影《流雲》的主題曲與插曲。

### 專輯曲目
| 曲序 | 曲名         | 作詞   | 作曲             | 編曲 | 長度 | 備註 |
| A1   | 流雲         | 莊奴   | 駱明道           |      |      | 電影《流雲》主題曲 吳秀珠翻唱；收錄於《往事歷歷難忘記》、《桑園》 嵐依風翻唱；收錄於《落葉知多少》 李碧華 翻唱；收錄於《歸雁》、《第三個夢》                                                       |
| A2   | 呼喚         | 駱明道 | 駱明道           |      |      | 電影《流雲》插曲 嵐依風翻唱；收錄於〈落葉知多少〉 林靈翻唱；收錄於〈情調重現一〉 林宛臻翻唱；收錄於〈舞不完醉人的舞步(一)〉 龍飄飄翻唱；收錄於〈那個男孩〉 江美麗翻唱；收錄於〈江美麗的心情小棧2〉 |
| A3   | 深情難忘     | 杜莉   |                  |      |      | 改編自東海林太郎的歌曲上海の街角で 江音；收錄於〈您好!我是江音〉 葉璦菱翻唱；收錄於〈葉璦菱點歌集2〉                                                                                               |
| A4   | 再見夏天     | 莊奴   | 駱明道           |      |      | 電影《流雲》插曲 田路路翻唱；收錄於〈異鄉夢〉 |
| A5   | 溫柔         | 莊奴   | 駱明道           |      |      | 電影《流雲》插曲 |
| A6   | 當寂寞的時候 | 杜莉   | 楊三郎           |      |      | 改編自紀露霞的歌曲落花淚影 |
| B1   | 說不完訴不盡 | 詠詠   | 劉家昌           |      |      | 原唱：青山 |
| B2   | 貝殼花       | 孫儀   | 劉家昌           |      |      | 尤雅翻唱；收錄於〈我不知我愛你〉 |
| B3   | 幸福已來到   | 孫儀   | 劉家昌           |      |      | 原唱：尤雅 |
| B4   | 情思夢回     | 李孤   | 日本曲           |      |      | 改編自児玉好雄的歌曲無情の夢 甄秀珍翻唱；收錄於〈荷葉、蓮花、藕〉 葉璦菱翻唱；收錄於〈葉璦菱點歌集5〉                                                                                              |
| B5   | 野玫瑰       | 莊奴   | 駱明道           |      |      | 電影《流雲》插曲 |
| B6   | 生命的花環   | 杜莉   | 蘇桐／勝利文藝部 |      |      | 改編自鶯鶯的歌曲日日春 |

### 專輯版本
- 黑膠唱片[1]
  - 1975年12月海山唱片發行
- 卡帶唱片
  - 1975年12月海山唱片發行(卡帶收錄〈幸福那裡來〉[2]）

- CD
  - 【昨日‧現在‧永遠的鳳飛飛版】2003年10月麗歌唱片發行[3]
  - 【飛躍復刻版】2005年4月28日飛躍藝人經紀工作室製作；喜瑪拉雅發行
  - 【鳳飛飛海山飛藏專輯全記錄】2015年1月飛躍藝人經紀工作室製作；喜瑪拉雅發行
  - 【海山復刻版】2015年6月30日海山唱片發行[4]

## 山鷹
《山鷹》收錄海山唱片旗下歌手合輯；其中收錄鳳飛飛兩首單曲；1976年9月海山唱片發行。

### 專輯曲目
| 曲序 | 曲名           | 作詞   | 作曲   | 編曲 | 長度   | 備註                                        |
| A1   | 桂花香         | 王光達 | 王光達 |      |        | 演唱人：王光達                              |
| A2   | 清清河水慢慢流 | 王光達 | 王光達 |      | 02'43" | 演唱人：鳳飛飛 甄秀珍翻唱；收錄於〈愛情海〉 |
| A3   | 山鷹           | 王光達 | 王光達 |      | 02'33" | 演唱人：鳳飛飛 張琍敏翻唱；收錄於〈雪中蓮〉 |
| A4   | 春天真正好     | 王光達 | 王光達 |      |        | 演唱人：吳秀珠                              |
| A5   | 花兒多可愛     | 王光達 | 王光達 |      |        | 演唱人：邱圓舒                              |
| A6   | 微笑的春風     | 王光達 | 王光達 |      |        | 演唱人：吳秀珠                              |
| B1   | 山鷹           | 王光達 | 王光達 |      |        | 演唱人：王光達                              |
| B2   | 白雲層層       | 王光達 | 王光達 |      |        | 演唱人：吳秀珠                              |
| B3   | 海鷗在飛翔     | 王光達 | 王光達 |      |        | 演唱人：邱圓舒                              |
| B4   | 快樂的人       | 王光達 | 王光達 |      |        | 演唱人：王光達                              |
| B5   | 好朋友         | 王光達 | 王光達 |      |        | 演唱人：邱圓舒                              |
| B6   | 羨慕           | 王光達 | 王光達 |      |        | 演唱人：吳秀珠                              |

### 專輯版本
- 黑膠唱片[5]
  - 1976年9月海山唱片發行
- 卡帶
  - 1976年9月海山唱片發行

## 明天廿歲
《明天廿歲》是鳳飛飛個人第二十七張專輯1976年9月海山唱片發行。

### 專輯曲目
| 曲序 | 曲名       | 作詞   | 作曲   | 編曲 | 長度   | 備註                                                                                       |
| A1   | 明天廿歲   | 孫儀   | 劉家昌 |      | 02'56" | 電影《明天廿歲》主題曲                                                                     |
| A2   | 熱情       | 孫儀   | 劉家昌 |      | 02'42" | 電影《秋纏》主題曲 劉家昌翻唱；收錄於〈劉家昌作曲精華歌唱專集〉 夏台瑄翻唱；收錄於〈秋纏〉 |
| A3   | 是真是假   | 林煌坤 |        |      |        | 改編自鄧麗君的歌曲愛の花言葉                                                               |
| A4   | 初別       | 杜莉   |        |      |        |                                                                                            |
| A5   | 永遠相守   | 劉家昌 | 劉家昌 |      |        |                                                                                            |
| A6   | 青春活力   | 李孤   |        |      |        | 改編自和田アキ子的歌曲夜明けの夢                                                           |
| B1   | 小河彎彎   | 孫儀   | 劉家昌 |      | 03'08" | 電影《秋纏》插曲 秀蘭翻唱；收錄於〈夕陽浪花愛〉專輯 劉家昌翻唱；收錄於夏台瑄〈秋纏〉專輯   |
| B2   | 友情的安慰 | 莊奴   | 黃敏   |      |        | 原唱：蕭孋珠                                                                               |
| B3   | 怎能離開   | 杜莉   |        |      |        | 改編自鄧麗君的歌曲夜のフェリーボ - ト 江音翻唱；收錄於〈您好!我是江音〉                    |
| B4   | 笑喝喝     | 孫儀   | 劉家昌 |      |        | 電影《明天二十歲》插曲                                                                     |
| B5   | 玫瑰戀     | 杜莉   |        |      |        | 原唱：江蕾                                                                                 |
| B6   | 生命的時光 | 李孤   | 黃敏   |      |        |                                                                                            |

### 專輯版本
- 黑膠唱片[1]
  - 1976年9月海山唱片發行
  - 1976年10月新加坡、馬來西亞東尼機構發行[6]
    - 曲目和台灣版不同
- 卡帶
  - 1976年9月海山唱片發行
  - 1976年10月新加坡、馬來西亞東尼機構發行
- CD
  - 【昨日‧現在‧永遠的鳳飛飛版】2004年2月麗歌唱片發行[7]
  - 2012年新加坡東尼機構+夢田音樂發行
  - 【鳳飛飛海山飛藏專輯全記錄】2015年1月飛躍藝人經紀工作室製作；喜瑪拉雅發行
  - 【復刻版】2015年6月30日海山唱片發行[8]

## 外部連結
. YesAsia.

## 鳳飛飛金唱片第一集 【祝你幸福】
《鳳飛飛金唱片第一集 【祝你幸福】》是海山金唱片系列鳳飛飛的個人第一張精選輯，1976年10月或1978年[t]海山唱片發行。

^[t]  关于这一系列金唱片精选集的发行时间，虽然目前很多关于凤飞飞的官方资料显示：海山金唱片系列於1976年10月同步發行九張鳳飛飛精選輯，但未有真正明确可靠的佐证。同时，根据海山唱片的编号目录以及首版唱片附赠的扉页，显示「海山金唱片」系列的第一批唱片中，凤飞飞专辑只发行了前六集，后三集则可能是第二批发行的续作。而根据海山唱片的编号，这一系列的唱片的发行时间更有可能在1978年，只不过很可惜，首版唱片的扉页中并未标署唱片发行的具体时间，目前也未能在旧报纸中发现该系列唱片的发行广告。更多信息请参见：Discogs中文音乐维基 - 「海山金唱片」扉页 & 海山唱片/LS-7000

### 專輯曲目
| 曲序 | 曲名             | 作詞   | 作曲   | 編曲 | 長度   | 備註 |
| A1   | 祝你幸福         | 林煌坤 | 林家慶 |      | 02'50" | 原收錄鳳飛飛《祝你幸福》 楊小萍翻唱；收錄於〈春天在車廂裡〉 方麗兒翻唱；收錄於〈笑的酒渦〉 白嘉莉翻唱；收錄於〈夢裡再見〉 尤雅翻唱；收錄於〈海燕頌〉 青山翻唱；收錄於〈請她回來見一面〉 吳淑敏翻唱；收錄於〈吳淑敏國語金曲〉 李碧華翻唱；收錄於〈夢想時分〉 江美麗翻唱；收錄於〈江美麗的心情小棧1〉 |
| A2   | 五月的花         | 林煌坤 | 劉家昌 |      | 02'07" | 原收錄鳳飛飛《五月的花》 原唱：甄妮 |
| A3   | 往事難追憶       | 白峰   |        |      | 03'50" | 原收錄鳳飛飛《愛的禮物》 孟君翻唱；收錄於〈往事難追憶〉 孫情翻唱；收錄於〈初戀的回憶〉 謝雷翻唱；收錄於〈我該怎麼辦〉 龍飄飄翻唱；收錄於〈龍飄飄懷念老歌第四輯〉 李雅芳翻唱；收錄於〈你是否還記得〉 林淑容翻唱；收錄於〈國語老歌 3 往事難追憶〉                                                     |
| A4   | 愛人頂呱呱       | 莊奴   |        |      | 02'34" | 原收錄鳳飛飛《五月的花》 原唱：張素綾 |
| A5   | 龍江恩仇         |        | 古月   |      | 02'22" | 原收錄鳳飛飛《祝你幸福》 中視連續劇《龍江恩仇》主題曲 |
| A6   | 可愛的陌生人     | 莊奴   | 古月   |      | 03'14" | 原收錄鳳飛飛《祝你幸福》 原唱：白嘉莉 |
| B1   | 愛的禮物         | 孫儀   |        |      | 03'06" | 原收錄鳳飛飛《愛的禮物》 夏台瑄翻唱；收錄於〈明日君再來〉 陳芬蘭翻唱；收錄於〈龍兄虎弟〉 青山翻唱；收錄於〈不願再分離〉 倪賓翻唱；收錄於〈變心的人〉 李碧華翻唱；收錄於〈第3個夢〉 林淑容翻唱；收錄於〈國語老歌 3 往事難追憶〉 陽光翻唱；收錄於〈我願長相守〉                                       |
| B2   | 燕雙飛           | 張宗榮 |        |      | 02'14" | 原收錄《金獅村、燕雙飛》 華視武俠劇〈燕雙飛〉主題曲 |
| B3   | 真情比酒濃       | 詠詠   | 古月   |      | 02'08" | 原收錄鳳飛飛《雷風雨》 原唱：青山 |
| B4   | 浪子淚           | 秋華   |        |      | 02'55" | |
| B5   | 花兒為什麼有煩惱 | 吳景中 | 吳景中 |      | 03'11" | 原收錄鳳飛飛《五月的花》 尤雅翻唱；收錄於〈野花上的眼淚〉 |
| B6   | 愛不是佔有       | 林煌坤 |        |      | 02'49" | 原收錄鳳飛飛《雷風雨》 原唱：吳秀珠 |

### 專輯版本
- 黑膠唱片[1]
  - 1976年10月海山唱片發行
- 卡帶
  - 1976年10月海山唱片發行
- CD
  - 【復刻版】2009年10月飛躍藝人經紀工作室製作；喜瑪拉雅發行[9]
  - 【鳳飛飛海山飛藏專輯全記錄】2015年1月飛躍藝人經紀工作室製作；喜瑪拉雅發行

## 東尼懷念歌曲 玫瑰玫瑰我愛你
《 東尼懷念歌曲 玫瑰玫瑰我愛你 》是鳳飛飛第四十張個人專輯；1977年東尼機構發行。
《 東尼懷念歌曲》這系列翻唱國語懷念老歌專輯；一共有四集；僅在海外發行。
環球唱片2012年4月13日以CD模式重新發行。

### 專輯曲目
| 曲序 | 曲名           | 作詞   | 作曲   | 編曲 | 長度   | 備註         |
| A1   | 玫瑰玫瑰我愛你 | 吳村   | 林枚   |      | 03'17" | 原唱：姚莉   |
| A2   | 再會吧！原野   | 司徒明 |        |      | 02'06" | 原唱：逸敏   |
| A3   | 少年的我       | 李七牛 | 李七牛 |      | 03'24" | 原唱：梁萍   |
| A4   | 今宵多珍重     | 馮鳳三 | 王褔齡 |      | 02'47" | 原唱：崔萍   |
| A5   | 何日君再來     | 貝林   | 劉雪庵 |      | 03'16" | 原唱：周璇   |
| A6   | 月光小夜曲     | 周藍萍 | 周藍萍 |      | 03'02" | 原唱：張清真 |
| B1   | 噢！蘇珊娜     |        |        |      | 02'35" |              |
| B2   | 說不出的快活   | 李雋青 |        |      | 02'26" | 原唱：葛蘭   |
| B3   | 岷江夜曲       | 司徒容 | 高劍聲 |      | 03'21" | 原唱：吳鶯音 |
| B4   | 秋詞           | 慎芝   |        |      | 03'30" |              |
| B5   | 我不管         |        | 吳成家 |      | 03'18" | 原唱：姚蘇蓉 |
| B6   | 寒雨曲         | 陳蝶衣 |        |      | 03'08" | 原唱：潘秀瓊 |

### 專輯版本
- 黑膠唱片
  - 1977年新加坡/馬來西亞東尼機構發行
- 卡帶
  - 1977年新加坡/馬來西亞東尼機構發行
- CD
  - 【復刻版】環球唱片2012年4月13日發行[11]

## 東尼懷念歌曲 夜來香
《 東尼懷念歌曲 夜來香 》是鳳飛飛第四十二張個人專輯；1978年1月東尼機構發行。
《 東尼懷念歌曲》這系列翻唱國語懷念老歌專輯；一共有四集；僅在海外發行。
環球唱片2012年4月13日以CD模式重新發行。

### 專輯曲目
| 曲序 | 曲名         | 作詞                   | 作曲     | 編曲 | 長度   | 備註         |
| A1   | 夜來香       | 金玉谷                 | 金玉谷   |      | 03'20" | 原唱：李香蘭 |
| A2   | 苦酒滿杯     | 慎芝                   | 姚讚褔   |      | 03'07" | 原唱：謝雷   |
| A3   | 瘋狂的週末   | 楊易文／Macy Chen 玫熹 | 姚敏     |      | 02'03" | 原唱：葛蘭   |
| A4   | 訴不盡的情意 | 方平                   | 吴成家   |      | 02'59" | 原唱：崔萍   |
| A5   | 蘭閨寂寂     | 一方                   | 梁樂音   |      | 04'12" | 原唱：李香蘭 |
| A6   | 重逢         | 嚴寬                   | 莊宏     |      | 02'28" | 原唱：姚莉   |
| B1   | 郊道         | 陳又新                 | 顧嘉輝   |      | 02'44" | 原唱：凌波   |
| B2   | 茶葉青       | 梁佩瓊                 | 秦冠     |      | 02'42" | 原唱：華怡保 |
| B3   | 過去的春夢   | 狄薏                   | 姚敏     |      | 03'05" | 原唱：柔雲   |
| B4   | 回想曲       | 楊正                   | 周藍萍   |      | 04'40" | 原唱：紫薇   |
| B5   | 良夜不能留   | 陳棟蓀                 | 吳成家   |      | 03'50" | 原唱：佩妮   |
| B6   | 春的夢       | 陳歌辛                 | 竹岡信幸 |      | 02'50" | 原唱：姚莉   |

### 專輯版本
- 黑膠唱片
  - 1978年1月新加坡/馬來西亞東尼機構發行
- 卡帶
  - 1978年1月新加坡/馬來西亞東尼機構發行
- CD
  - 【復刻版】環球唱片2012年4月13日以CD模式重新發行[12]

## 東尼懷念歌曲 蘋果花
《 東尼懷念歌曲 蘋果花 》是鳳飛飛第四十三張個人專輯；1978年4月東尼機構發行。
《 東尼懷念歌曲》這系列翻唱國語懷念老歌專輯；一共有四集；僅在海外發行。
環球唱片2012年4月13日以CD模式重新發行。

### 專輯曲目
| 曲序 | 曲名       | 作詞   | 作曲     | 編曲 | 長度   | 備註         |
| A1   | 蘋果花     | 馮崇   |          | 鐘貴 | 03'40" | 原唱：張露   |
| A2   | 晚霞       | 梁佩瓊 | 印尼民謠 | 鐘貴 | 02'33" | 原唱：葉楓   |
| A3   | 舞伴淚影   |        | 梁佩瓊   | 鐘貴 | 02'30" | 原唱：姚莉   |
| A4   | 滿場飛     | 陳蝶衣 | 陳蝶衣   | 鐘貴 | 02'34" | 原唱：張帆   |
| A5   | 秋水伊人   | 賀綠汀 | 賀綠汀   | 鐘貴 | 04'50" | 原唱：龔秋霞 |
| A6   | 我有一段情 | 辛夷   | 梅翁     | 鐘貴 | 03'22" | 原唱：吳鶯音 |
| B1   | 我愛口哨   |        |          | 鐘貴 | 02'18" | 原唱：潘秀瓊 |
| B2   | 阿里郎     | 游彌堅 | 韓國民謠 | 鐘貴 | 03'15" | 原唱：潘秀瓊 |
| B3   | 小時候     | 李雋青 | 姚敏     | 鐘貴 | 02'20" | 原唱：李香蘭 |
| B4   | 兩相依     | 狄薏   | 姚敏     | 鐘貴 | 04'05" | 原唱：梁萍   |
| B5   | 夢中人     | 伍真   | 陳歌辛   | 鐘貴 | 03'16" | 原唱：龔秋霞 |
| B6   | 明日之歌   | 沈華   | 顧嘉輝   | 鐘貴 | 04'38" | 原唱：靜婷   |

### 專輯版本
- 黑膠唱片
  - 1978年4月新加坡/馬來西亞東尼機構發行
- 卡帶
  - 1978年4月新加坡/馬來西亞東尼機構發行
- CD
  - 【復刻版】環球唱片2012年4月13日以CD模式重新發行[13]

## 鳳飛飛招牌歌曲專輯
《鳳飛飛招牌歌曲專輯》是鳳飛飛第四十一張專輯，1977年10月東尼機構發行。
這張專輯是鳳飛飛在新加坡重新詮釋自己在海山唱片時期的作品。

### 專輯曲目
| 曲序 | 曲名           | 作詞   | 作曲   | 編曲 | 長度   | 備註 |
| A1   | 敲敲門         | 劉家昌 | 劉家昌 |      |        | 原收錄《早晨再見》 電影《早晨再見》插曲 |
| A2   | 愛的禮物       | 孫儀   |        |      |        | 原收錄鳳飛飛《愛的禮物》 夏台瑄翻唱；收錄於〈明日君再來〉 陳芬蘭翻唱；收錄於〈龍兄虎弟〉 青山翻唱；收錄於〈不願再分離〉 倪賓翻唱；收錄於〈變心的人〉 李碧華翻唱；收錄於〈第3個夢〉 林淑容翻唱；收錄於〈國語老歌 3 往事難追憶〉 陽光翻唱；收錄於〈我願長相守〉 |
| A3   | 巧合           | 莊奴   | 湯尼   |      |        | 原收錄鳳飛飛《巧合》 電影《我愛傻瓜》插曲 林靈翻唱；收錄於〈情調重現二〉 陳聖芬翻唱；收錄於〈多少的回憶〉 蔡幸娟翻唱；收錄於〈絕版情歌〉 江明學翻唱；收錄於〈被遺忘的時光〉                                                                                   |
| A4   | 寒星           | 文杰   | 古月   |      | 03'32" | 原收錄鳳飛飛《花謝花飛飛滿天》 夏台瑄翻唱；收錄於〈明日君再來〉 李碧華翻唱；收錄於〈夢想時分〉 林淑容翻唱；收錄於〈戀歌心曲〉 陽光翻唱；收錄於〈我願長相守〉                                                                                                  |
| A5   | 往事難追憶     | 白峰   |        |      |        | 原收錄鳳飛飛《愛的禮物》 孟君翻唱；收錄於〈往事難追憶〉 孫情翻唱；收錄於〈初戀的回憶〉 謝雷翻唱；收錄於〈我該怎麼辦〉 龍飄飄翻唱；收錄於〈龍飄飄懷念老歌第四輯〉 李雅芳翻唱；收錄於〈你是否還記得〉 林淑容翻唱；收錄於〈國語老歌 3 往事難追憶〉               |
| A6   | 明日君再來     | 文杰   | 古月   |      |        | 原收錄鳳飛飛《花謝花飛飛滿天》 原唱：夏台瑄 |
| B1   | 楓葉情         | 林煌坤 | 駱明道 |      |        | 原收錄鳳飛飛《楓葉情》 電影《楓葉情》主題曲 林宛臻翻唱；收錄於〈舞不完醉人的舞步(一)〉 李碧華翻唱；收錄於〈第3個夢〉 陳聖芬翻唱；收錄於〈多少的回憶〉 張秀卿翻唱；收錄於〈卿秀佳人〉 江美麗翻唱；收錄於〈江美麗的心情小棧2〉 甄妮翻唱；收錄於〈紅伶少女〉     |
| B2   | 未曾留下地址   | 莊奴   | 古月   |      |        | 原收錄鳳飛飛《巧合》 尤雅、原野三重唱翻唱；收錄於〈未曾留下地址〉合輯 嵐依風翻唱；收錄於〈溫暖的秋天〉 |
| B3   | 多看一眼       | 莊奴   | 湯尼   |      |        | 原收錄鳳飛飛《巧合》 電影《我愛傻瓜》主題曲 |
| B4   | 呼喚           | 駱明道 | 駱明道 |      |        | 原收錄《流雲 》 電影《流雲》插曲 嵐依風翻唱；收錄於〈落葉知多少〉 林靈翻唱；收錄於〈情調重現一〉 林宛臻翻唱；收錄於〈舞不完醉人的舞步(一)〉 龍飄飄翻唱；收錄於〈那個男孩〉 江美麗翻唱；收錄於〈江美麗的心情小棧2〉                                            |
| B5   | 流雲           | 莊奴   | 駱明道 |      |        | 原收錄鳳飛飛《流雲》 電影《流雲》主題曲 吳秀珠翻唱；收錄於《往事歷歷難忘記》、《桑園》 嵐依風翻唱；收錄於《落葉知多少》 李碧華翻唱；收錄於《歸雁》、《第三個夢》                                                                                              |
| B6   | 半山飄雨半山晴 | 仁道   | 古月   |      |        | 原收錄鳳飛飛《半山飄雨半山晴》 電影《半山飄雨半山雨》主題曲 |

### 專輯版本
- 黑膠唱片
  - 1977年10月新加坡/馬來西亞東尼機構發行
- 卡帶
  - 1977年10月新加坡/馬來西亞東尼機構發行
- 匣式帶
  - 1977年10月新加坡/馬來西亞東尼機構發行
- CD
  - 【復刻版】環球唱片2012年4月13日以CD模式重新發行[16]

## 鳳飛飛名曲精選
《鳳飛飛名曲精選》是鳳飛飛第四十五張個人專輯；1979年4月寶麗金唱片發行，隨專輯附送七彩巨型海報。
這張專輯是1979年鳳飛飛在香港寶麗金錄音室 [THE DRAGON STUDIO] 重新詮釋自己的作品。

## 香港宣傳活動
據寶麗金非賣品文宣“Polysound 寳麗聲”的記載，在專輯發行的3個月後，鳳飛飛在7月27日-8月2日曾經到香港為這張專輯作宣傳。

廿六日到港後，鳳飛飛將會展開一連串活動，例如上電視、接受電台訪問、替雜誌拍照、開記者招待會等，直到八月二日才離開香港，到美國演唱。

可惜的是，以上所述的一系列活動已經全無照片或影片資料。

## 專輯製作名單
監製：關維麟
音樂指導及結他：周華年
弦樂編曲及指揮：盧東尼
低音結他：楊喬興
鍵琴：盧東尼/楊喬興
錄音：關維麟/陳劍和
錄音室：寶麗金錄音室 The Dragon Studio
美術顧問：關慕洽
設計：蕭文傑
攝影：Phoco

### 專輯曲目
| 曲序 | 曲名           | 作詞   | 作曲   | 編曲 | 長度   | 備註 |
| A1   | 呼喚           | 駱明道 | 駱明道 |      | 02'51" | 原收錄鳳飛飛《楓葉情》、《流雲 》 電影《流雲》插曲 嵐依風翻唱；收錄於〈落葉知多少〉 林靈翻唱；收錄於〈情調重現一〉 林宛臻翻唱；收錄於〈舞不完醉人的舞步(一)〉 龍飄飄翻唱；收錄於〈那個男孩〉 江美麗翻唱；收錄於〈江美麗的心情小棧2〉                                                                               |
| A2   | 楓葉情         | 林煌坤 | 駱明道 |      | 03'15" | 原收錄鳳飛飛《楓葉情》、《楓葉情》（單曲） 電影《楓葉情》主題曲 林宛臻翻唱；收錄於〈舞不完醉人的舞步(一)〉 李碧華翻唱；收錄於〈第3個夢〉 陳聖芬翻唱；收錄於〈多少的回憶〉 張秀卿翻唱；收錄於〈卿秀佳人〉 江美麗翻唱；收錄於〈江美麗的心情小棧2〉 甄妮翻唱；收錄於〈紅伶少女〉                                      |
| A3   | 我是一片雲     | 瓊瑤   | 古月   |      | 03'36" | 電影《我是一片雲》主題曲一 高凌風翻唱；收錄於〈姑娘的酒窩〉 林宛臻翻唱；收錄於〈舞不完醉人的舞步(一)〉 蔡幸娟翻唱；收錄於〈中國娃娃回想曲 4〉 關艾翻唱；收錄於〈海鷗飛處彩雲飛〉 齊秦翻唱；收錄於〈齊秦的世紀情歌之謎〉 劉依純翻唱；收錄於〈瓊瑤愛情館 4〉                                                         |
| A4   | 敲敲門         | 劉家昌 | 劉家昌 |      | 02'51" | 原收錄《早晨再見》 電影《早晨再見》插曲 |
| A5   | 巧合           | 莊奴   | 湯尼   |      | 02'04" | 原收錄鳳飛飛《巧合》、《楓葉情》 電影《我愛傻瓜》插曲 林靈翻唱；收錄於〈情調重現二〉 陳聖芬翻唱；收錄於〈多少的回憶〉 蔡幸娟翻唱；收錄於〈絕版情歌〉 江明學翻唱；收錄於〈被遺忘的時光〉 |
| A6   | 風飛飛雲飛飛   | 張仁道 | 古月   |      | 03'14" | 原收錄鳳飛飛《夏日假期玫瑰花》 電影《夏日假期玫瑰花》插曲 |
| B1   | 夏日假期玫瑰花 | 張仁道 | 古月   |      | 03'21" | 原收錄鳳飛飛《夏日假期玫瑰花》、《楓葉情》 (單曲) 吳秀珠翻唱；收錄於《愛有明天》 電影《夏日假期玫瑰花》主題曲 |
| B2   | 未曾留下地址   | 莊奴   | 古月   |      | 03'13" | 原收錄鳳飛飛《巧合》 尤雅、原野三重唱翻唱；收錄於〈未曾留下地址〉合輯 嵐依風翻唱；收錄於〈溫暖的秋天〉 |
| B3   | 月朦朧鳥朦朧   | 瓊瑤   | 古月   |      | 02'57" | 原收錄鳳飛飛《[[月朦朧鳥朦朧 (專輯)》 電影《月朦朧鳥朦朧》主題曲 蔡幸娟翻唱；收錄於〈中國娃娃回想曲 4〉 林靈翻唱；收錄於〈情調重現二〉 女聲四重唱翻唱；收錄於〈夜貓族〉 許茹芸翻唱；收錄於〈許茹芸的愛情電影主題曲 － 雲且留住〉 劉依純翻唱；收錄於〈瓊瑤愛情館 3〉 錦繡二重唱 翻唱；收錄於〈錦鏽羅曼史II 夏之旅〉 |
| B4   | 片片楓葉片片情 | 曉燕   | 駱明道 |      | 02'32" | 原收錄鳳飛飛《楓葉情》 電影《楓葉情》插曲 康雅嵐翻唱；收錄於〈比翼飛翔〉 吳秀珠翻唱；收錄於〈愛有明天〉 |
| B5   | 半山飄雨半山晴 | 仁道   | 古月   |      | 03'10" | 原收錄鳳飛飛《半山飄雨半山晴》 電影《半山飄雨半山雨》主題曲 |
| B6   | 可愛的玫瑰花   | 曉燕   |        |      | 02'55" | 原收錄鳳飛飛《雪花片片》 原唱：歐陽菲菲 |

### 專輯版本
- 黑膠唱片
  - 1979年4月新加坡/馬來西亞寶麗金唱片發行
- 卡帶
  - 1979年4月新加坡/馬來西亞寶麗金唱片發行
- 匣式帶
  - 1979年4月新加坡/馬來西亞寶麗金唱片發行
- CD
  - 【飛魅力】2005年4月28日飛躍藝人經紀工作室製作；喜瑪拉雅發行[18]

## 外部連結
. Carousell. 寶麗金.

## 台灣民謠歌謠專集第三集
《台灣民謠歌謠專集第三集》是鳳飛飛第四十九張個人專輯；1979年12月歌林唱片發行。
1979年鳳飛飛一共發行了五張個人專輯〈三張國語專輯以及一張台灣民謠與重新詮釋自己經典暢銷歌曲。

### 專輯曲目
| 曲序 | 曲名       | 作詞       | 作曲             | 編曲   | 長度 | 備註                     |
| A1   | 欲怎樣     | 陳達儒     | 姚讚福           | 陳志遠 |      | 原唱：秀鑾               |
| A2   | 西北雨     | 周添旺     | 周添旺           | 陳志遠 |      |                          |
| A3   | 送君珠淚滴 | 徐品榮     | 周宜新           | 陳志遠 |      | 原唱：丁黛               |
| A4   | 天清清     | 陳達儒     | 姚讚福           | 陳志遠 |      | 原唱：王福、秀鑾         |
| A5   | 送出帆     | 陳達儒     | 林禮涵           | 陳志遠 |      | 原唱：秀鑾               |
| A6   | 我的青春   | 陳達儒     | 姚讚福           | 陳志遠 |      | 原唱：王福               |
| B1   | 蝶戀花     | 洪一峰     | 洪一峰           | 陳志遠 |      | 原唱：洪一峰             |
| B2   | 青春嶺     | 陳達儒     | 蘇桐、勝利文藝部 | 陳志遠 |      | 原唱：王福、秀鑾         |
| B3   | 三步珠淚   | 文聲文藝部 | 鄧雨賢           | 陳志遠 |      | 原唱：青春美             |
| B4   | 港邊惜別   | 陳達儒     | 八十島           | 陳志遠 |      | 原唱：月鶯、月鈴、吳成家 |
| B5   | 日日春     | 陳達儒     | 蘇桐、勝利文藝部 | 陳志遠 |      | 原唱：鶯鶯               |

### 1992 CD版 專輯曲目
| 曲序 | 曲名       | 作詞       | 作曲             | 編曲   | 長度 | 備註                     |
| 01   | 蝶戀花     | 洪一峰     | 洪一峰           | 陳志遠 |      | 原唱：洪一峰             |
| 02   | 我的青春   | 陳達儒     | 姚讚福           | 陳志遠 |      | 原唱：王福               |
| 03   | 天清清     | 陳達儒     | 姚讚福           | 陳志遠 |      | 原唱：王福、秀鑾         |
| 04   | 日日春     | 陳達儒     | 蘇桐、勝利文藝部 | 陳志遠 |      | 原唱：鶯鶯               |
| 05   | 送君珠淚滴 | 徐品榮     | 周宜新           | 陳志遠 |      | 原唱：丁黛               |
| 06   | 欲怎樣     | 陳達儒     | 姚讚福           | 陳志遠 |      | 原唱：秀鑾               |
| 07   | 青春嶺     | 陳達儒     | 蘇桐、勝利文藝部 | 陳志遠 |      | 原唱：王福、秀鑾         |
| 08   | 三步珠淚   | 文聲文藝部 | 鄧雨賢           | 陳志遠 |      | 原唱：青春美             |
| 09   | 港邊惜別   | 陳達儒     | 八十島           | 陳志遠 |      | 原唱：月鶯、月鈴、吳成家 |
| 10   | 送出帆     | 陳達儒     | 林禮涵           | 陳志遠 |      | 原唱：秀鑾               |

### 專輯版本
- 黑膠唱片[1]
  - 1979年12月台灣歌林唱片發行
  - 1980年1月新加坡、馬來西亞、香港風錄可朗（寶麗金 Polydor）唱片發行[21][22]
    - 海外版數首歌曲與台灣版錄音不同
- 卡帶
  - 1979年12月台灣歌林唱片發行
  - 1980年1月新加坡、馬來西亞、香港風錄可朗（寶麗金 Polydor）唱片發行
- 匣式帶
  - 1979年12月台灣歌林唱片發行
- CD
  - 【歌林唱片版】1992年9月台灣歌林唱片發行
  - 【飛躍復刻版】2008年6月台灣飛躍藝人經紀工作室製作；喜瑪拉雅發行

## 外部連結
. Udn部落格. 2009-10-17  [2024-10-25]. （原始内容存档于2010-02-23）.

## 金盞花
《金盞花》是鳳飛飛第五十張個人專輯；1980年3月歌林唱片發行。
專輯收錄林青霞與秦漢主演的瓊瑤電影《金盞花》
主題曲與插曲。

### 專輯曲目
| 曲序 | 曲名             | 作詞   | 作曲     | 編曲   | 長度 | 備註                                                      |
| A1   | 金盞花           | 瓊瑤   | 古月     | 林國雄 |      | 電影《金盞花》主題曲 錦繡二重唱翻唱；收錄於〈錦繡羅曼史〉 |
| A2   | 問你在那裏       | 蔣榮伊 | 平尾昌晃 | 林國雄 |      |                                                           |
| A3   | 逍遙遊           | 晨曦   | 古月     | 林國雄 |      |                                                           |
| A4   | 金盞花帶來了春天 | 瓊瑤   | 古月     | 林國雄 |      | 電影《金盞花》插曲                                        |
| A5   | 又見冬顏         | 蔣榮伊 |          | 林國雄 |      |                                                           |
| A6   | 惜春             | 蔣榮伊 | 松山     | 林國雄 |      | 改編自五木ひろし的歌曲惜春                                |
| B1   | 金盞花一朵朵     | 瓊瑤   | 古月     | 林國雄 |      | 電影《金盞花》插曲                                        |
| B2   | 一串野花         | 王志遠 | 王志遠   | 林國雄 |      |                                                           |
| B3   | 揮別             | 孫儀   | 湯尼     | 陳志遠 |      | 原唱：鄧麗君                                              |
| B4   | 花開接佳期       | 蔣榮伊 | 蔣榮伊   | 林國雄 |      |                                                           |
| B5   | 你走進我的生命   | 瓊瑤   | 古月     | 林國雄 |      | 電影《金盞花》插曲                                        |
| B6   | 留戀留戀         | 陳雲山 |          | 林國雄 |      | 改編自渥美二郎的歌曲忘れてほしい                          |

### 專輯版本
- 黑膠唱片
  - 1980年3月台灣歌林唱片發行
  - 1980年3月新加坡、馬來西亞、香港風錄可朗（寶麗金 Polydor）唱片發行[24][25]

- 卡帶
  - 1980年3月台灣歌林唱片發行
  - 1980年3月新加坡、馬來西亞、香港風錄可朗（寶麗金 Polydor）唱片發行

- 匣式帶
  - 1980年3月新加坡、馬來西亞、香港風錄可朗（寶麗金 Polydor）唱片發行

- CD
  - 【鳳起雲擁之金盞花】2003年11月台灣飛躍藝人經紀工作室製作；全員集合發行[26]
  - 【復刻版】2007年8月3日台灣飛躍藝人經紀工作室製作；全員集合發行
  - 【歌林黃金十年 (下集)】2012年9月台灣瑞星唱片發行[27]

## 外部連結
袁聲. . Newspaper SG. 1980-07-21  [2024-10-22].

## 就是溜溜的她
《就是溜溜的她》是鳳飛飛第五十一張個人專輯；1980年11月15日歌林唱片發行。
《就是溜溜的她》是鳳飛飛第三部電影，由鳳飛飛、鍾鎮濤領銜主演。

### 專輯曲目
| 曲序 | 曲名         | 作詞   | 作曲   | 編曲   | 長度 | 備註                       |
| A1   | 就是溜溜的她 | 晨曦   | 左宏元 | 林國雄 |      | 電影《就是溜溜的她》主題曲 |
| A2   | 阿郎與阿丹   | 莊奴   | 梁淨儂 | 林國雄 |      |                            |
| A3   | 有一條路     | 陳雲山 |        | 林國雄 |      |                            |
| A4   | 金色大地     | 陳真   | 爾心   |        |      |                            |
| A5   | 鄉間的風     | 晨曦   | 左宏元 | 林國雄 |      | 電影《就是溜溜的她》插曲   |
| A6   | 春的氣息     | 莊奴   |        | 林國雄 |      |                            |
| B1   | 邂逅         | 晨曦   |        | 林國雄 |      |                            |
| B2   | 遠方的你     | 王志遠 | 王志遠 | 林國雄 |      |                            |
| B3   | 你心中的月影 | 黃捷雄 | 黃捷平 | 林國雄 |      |                            |
| B4   | 我們正年輕   | 林煌坤 | 劉慕之 |        |      |                            |
| B5   | 春蠶         | 蔣榮伊 |        | 林國雄 |      |                            |
| B6   | 歸鄉列車     | 陳雲山 |        | 林國雄 |      |                            |

### 專輯版本
- 黑膠唱片
  - 1980年11月15日台灣歌林唱片發行
  - 1980年12月新加坡、馬來西亞、香港風錄可朗（寶麗金 Polydor）唱片發行[29]
- 卡帶
  - 1980年11月15日台灣歌林唱片發行
  - 1980年12月新加坡、馬來西亞、香港風錄可朗（寶麗金 Polydor）唱片發行
- 匣式帶
  - 1980年12月新加坡、馬來西亞、香港風錄可朗（寶麗金 Polydor）唱片發行
- CD
  - 【絕版復刻盤】2000年6月台灣歌林唱片發行[30]
  - 【歌林黃金十年 (下集)】2012年9月台灣瑞星唱片發行[31]

## 自我挑戰
【自我挑戰】是鳳飛飛三度「鳳還巢」加盟歌林唱片的首張專輯，也是鳳飛飛的第六十五張個人專輯，於1985年12月30日發行。
原訂於1985年10月發行，但鳳飛飛希望專輯風格更有所突破，因此決意重新收歌，因此專輯延至1985年12月底才發行。
台視推出遠赴日本錄製春節特別節目的電視專輯【有鳳來儀】。

### 專輯曲目
| 曲序 | 曲名           | 作詞   | 作曲       | 編曲 | 長度 | 備註                                       |
| 01   | 自我挑戰       | 張尚喬 | 玉置浩二   |      |      | 原曲：安全地帶的「彼女は何かを知っている」 |
| 02   | 愛的樂章       | 晨曦   | 小林明子   |      |      |                                            |
| 03   | 山林篇         | 張尚喬 | 陳進興     |      |      | 陳進興更名為陳品                           |
| 04   | 心路歷程       | 鳳飛飛 | 中島みゆき |      |      | 原曲：中島みゆき的「波の上」               |
| 05   | 北上列車       | 鳳飛飛 | 熊美玲     |      |      |                                            |
| 06   | 新轉向         | 林秋離 | 劉家昌     |      |      |                                            |
| 07   | 松花江         | 劉家昌 | 劉家昌     |      |      |                                            |
| 08   | 心心相映       | 莊奴   | 古月       |      |      |                                            |
| 09   | 恁（失戀）     | 陳進興 | 陳進興     |      |      |                                            |
| 10   | 愛到深處無怨尤 | 熊美玲 | 熊美玲     |      |      | 熊美玲翻唱；收錄於【心變】                 |

### 專輯版本
- 黑膠唱片[1]
  - 1985年12月30日歌林唱片發行
- 卡帶
  - 1985年12月30日歌林唱片發行
- CD
  - 2003年12月飛躍藝人經紀工作室製作；全員集合發行
  - 2007年10月飛躍藝人經紀工作室再版並更換專輯封面；喜瑪拉雅唱片發行

## 鳳情千千萬 6
《鳳情千千萬》共有六集；鳳飛飛的第二十~二十五張精選輯。
1-3系列專輯收錄鳳飛飛在歌林唱片時期的台灣民謠精選；4-6系列專輯收錄鳳飛飛在歌林唱片時期的國語暢銷歌曲，1990年8月歌林唱片同步發行。

### 專輯曲目
| 曲序 | 曲名             | 作詞   | 作曲   | 編曲   | 長度   | 備註 |
| 01   | 我是一片雲       | 瓊瑤   | 古月   | 林國雄 | 03'37" | 原收錄於鳳飛飛《我是一片雲 (專輯) 》 電影《我是一片雲》主題曲一 高凌風翻唱；收錄於〈姑娘的酒窩〉 林宛臻翻唱；收錄於〈舞不完醉人的舞步(一)〉 蔡幸娟翻唱；收錄於〈中國娃娃回想曲 4〉 關艾翻唱；收錄於〈海鷗飛處彩雲飛〉 齊秦翻唱；收錄於〈齊秦的世紀情歌之謎〉 劉依純翻唱；收錄於〈瓊瑤愛情館 4〉 |
| 02   | 喜氣洋洋         | 孫儀   | 鄭貴昶 |        | 02'33" | 原收錄於鳳飛飛《奔向彩虹》 林慧萍翻唱；收錄於〈1987 巨星金曲〉 |
| 03   | 我是一片雲       | 瓊瑤   | 古月   | 林國雄 | 02'27" | 原收錄於鳳飛飛《我是一片雲》 電影《我是一片雲》主題曲二 |
| 04   | 溫馨的回憶       | 陳曦   | 沈一鳴 | 林國雄 | 04'10" | 原收錄於鳳飛飛《我是一片雲》 林慧萍翻唱；收錄於〈不要回頭看〉 江明學翻唱；收錄於〈相思何盼〉 |
| 05   | 松林的低語       | 瓊瑤   | 古月   | 林國雄 | 03'18" | 原收錄於鳳飛飛《我是一片雲》 原名松林相會，電影《我是一片雲》插曲 林靈翻唱；收錄於〈情調重現 1〉 謝雷重新填詞翻唱；收錄於〈失戀酒〉 |
| 06   | 携手同行         | 林煌坤 | 陳彼得 |        | 03'40" | 原收錄於鳳飛飛《奔向彩虹》 |
| 07   | 敲開幸福門       | 林煌坤 | 駱明道 |        | 02'36" | 原收錄於鳳飛飛《奔向彩虹》 蕭孋珠翻唱；收錄於〈就從今夜起〉 |
| 08   | 如果你是一片雲   | 瓊瑤   | 古月   | 林國雄 | 03'34" | 原收錄於鳳飛飛《我是一片雲》 電影《我是一片雲》插曲 |
| 09   | 深夜寄情         | 韻笙   |        |        | 02'56" | 原收錄於鳳飛飛《奔向彩虹》 原唱：江蕾 |
| 10   | 戀情             | 鄭貴昶 | 鄭貴昶 |        | 03'10" | 原收錄於鳳飛飛《月朦朧鳥朦朧 (專輯)》 |
| 11   | 難道你忘記       | 曉燕   |        |        | 03'45" | 原收錄於鳳飛飛《月朦朧鳥朦朧》 |
| 12   | 可愛的人兒在那裡 | 曉燕   |        |        | 04'00" | 原收錄於鳳飛飛《月朦朧鳥朦朧》 |
| 13   | 寄語多情人       | 瓊瑤   | 古月   |        | 02'10" | 原收錄於鳳飛飛《月朦朧鳥朦朧》 電影《月朦朧鳥朦朧》插曲 鄧麗君翻唱；收錄於〈艷紅小曲〉 |
| 14   | 水上人家         | 阮碧雲 | 羅其祥 |        | 02'22" | 原收錄於鳳飛飛《花有情花有愛》 原唱：劉文正 |

### 專輯版本
- CD
  - 1990年8月歌林唱片發行

## 思念的歌
《思念的歌》是鳳飛飛第七十四張個人專輯；1995年6月科藝百代唱片發行。
專輯主打歌《思念的歌》榮獲第七屆金曲獎最佳方言歌曲作詞人獎。

### 專輯曲目
| 曲序 | 曲名         | 作詞           | 作曲   | 編曲   | 長度 | 備註                                                                                       |
| A1   | 江上月影     | 周添旺         | 鄧雨賢 | 詹宏達 |      | 原唱：純純                                                                                 |
| A2   | 期待         | 鳳飛飛／王明哲 | 王明哲 | 張乃仁 |      |                                                                                            |
| A3   | 蝶戀花       | 洪一峰         | 洪一峰 | 詹宏達 |      | 原唱：洪一峰 鳳飛飛曾收錄於《台灣民謠歌謠專集 第三集 》專輯                                |
| A4   | 情字這條路   | 慎芝           | 鄭華娟 |        |      | 原唱：潘越雲                                                                               |
| A5   | 心肝寶貝     | 李坤城／羅大佑 | 羅大佑 | 羅大佑 |      | 原收錄鳳飛飛《浮世情懷 》專輯 入圍第三屆金曲獎最佳方言歌曲作詞、作曲人獎、年度歌曲         |
| A6   | 素心蘭       | 陳達儒         | 郭玉蘭 | 張乃仁 |      | 原唱：根根                                                                                 |
| B1   | 思念的歌     | 路寒袖         | 王明哲 | 張乃仁 |      |                                                                                            |
| B2   | 寫佇雲頂的名 | 路寒袖         | 陳明章 | 尤景仰 |      | 原收錄《戲夢人生電影原聲帶》專輯 電影《戲夢人生》插曲 入圍第五屆金曲獎最佳方言歌曲作詞人獎 |
| B3   | 南都夜曲     | 陳達儒         | 郭玉蘭 |        |      | 原唱：郭玉蘭 鳳飛飛曾收錄於《台灣民謠專集》專輯                                            |
| B3   | 苦戀歌       | 那卡諾         | 楊三郎 | 詹宏達 |      | 原唱：紀露霞                                                                               |
| B4   | 相思嘆       | 張木榮         | 張木榮 |        |      |                                                                                            |
| B5   | 秋怨         | 鄭志峰         | 楊三郎 | 詹宏達 |      | 原唱：林英美                                                                               |

### 專輯版本
- 卡帶
  - 1995年6月科藝百代唱片發行
- CD
  - 1995年6月科藝百代唱片發行

## 鳳飛飛30週年飛精選CD書
《鳳飛飛30週年飛精選CD書》是鳳飛飛第三十張個人精選雙CD；1998年9月歌林天龍唱片發行。
鳳飛飛30週年飛精選CD書是收錄鳳飛飛於歌林唱片時期非專輯主打歌曲的精選；並且首度發表三首未曾發行的遺珠歌曲。

### 飛精選 DISC 1 專輯曲目
| 曲序 | 曲名            | 作詞   | 作曲   | 編曲   | 長度 | 備註                                                             |
| 01   | 深深想你        | 林秋離 | 熊美玲 |        |      | 未曾發表歌曲 原名《我行我素》                                    |
| 02   | 成長的淡泊      | 葉旋   | 葉旋   |        |      | 未曾發表歌曲                                                     |
| 03   | 散發魅力        | 鳳飛飛 | 葉旋   |        |      | 未曾發表歌曲                                                     |
| 04   | 赤子之情        | 連水淼 | 何慶清 |        |      | 《憶童年》REMIX 版                                               |
| 05   | 我是一片雲 (II) | 瓊瑤   | 古月   | 林國雄 |      | 原收錄鳳飛飛《我是一片云 (專輯)》專輯 電影《我是一片雲》主題曲二 |
| 06   | 花開當珍惜      | 瓊瑤   | 古月   |        |      | 原收錄鳳飛飛《月朦朧鳥朦朧 (專輯)》專輯 電影《月朦朧鳥朦朧》插曲 |
| 07   | 請求            | 陳真   |        |        |      | 原收錄鳳飛飛《花有情花有愛》 原唱：高凌風                        |
| 08   | 往日的戀情      | 李南   | 香玲   |        |      | 原收錄鳳飛飛《花有情花有愛》                                     |
| 09   | 雨過天晴        | 蔣榮伊 |        |        |      | 原收錄鳳飛飛《花有情花有愛》 江玲翻唱；收錄於〈我心屬於你〉      |
| 10   | 今夜            | 谷寧   | 崔皓   |        |      | 原收錄鳳飛飛《晨霧》 原唱：江蕾                                  |
| 11   | 雨中之花        | 上官月 | 司馬亮 |        |      | 原收錄鳳飛飛《晨霧》 原唱：李金鈴                                |
| 12   | 彩虹的夢        | 莊奴   | 欣逸   |        |      | 原收錄鳳飛飛《晨霧》 中視綜藝節目《一道彩虹》主題曲              |
| 13   | 蝴蝶花          | 向虹   | 仙族   |        |      | 原收錄鳳飛飛《一片深情》 歐陽菲菲翻唱；收錄於〈狄斯可女王〉      |
| 14   | 一湖春水        | 晨曦   | 古月   |        |      | 原收錄鳳飛飛《一片深情》 電影《一片深情》插曲                    |
| 15   | 心裡的期待      | 孫家麟 | 翁清溪 |        |      | 原收錄鳳飛飛《你來了》                                           |

### 飛精選 DISC 2 專輯曲目
| 曲序 | 曲名           | 作詞   | 作曲   | 編曲   | 長度 | 備註                                                             |
| 01   | 呢喃的往事     | 蔣榮伊 | 蔣榮伊 |        |      | 原收錄鳳飛飛《出外的人》專輯                                     |
| 02   | 想要留住你     | 張尚喬 | 李超   |        |      | 原收錄鳳飛飛《出外的人》專輯                                     |
| 03   | 北上列車       | 鳳飛飛 | 熊美玲 |        |      | 原收錄鳳飛飛《自我挑戰》專輯                                     |
| 04   | 心心相映       | 莊奴   | 古月   |        |      | 原收錄鳳飛飛《自我挑戰》專輯                                     |
| 05   | 不要告訴我     | 羅萍   | 羅萍   |        |      | 原收錄鳳飛飛《你來了》                                           |
| 06   | 何時能遺忘     | 林煌坤 | 欣逸   | 陳志遠 |      | 原收錄鳳飛飛《相思爬上心底》專輯                                 |
| 07   | 第二個起步     | 董家銘 | 董家銘 | 林國雄 |      | 原收錄鳳飛飛《相思爬上心底》專輯                                 |
| 08   | 做個快樂歌手   | 晨曦   |        | 林國雄 |      | 原收錄鳳飛飛《一顆紅豆 (專輯)》                                  |
| 09   | 自從與你相遇   | 瓊瑤   | 古月   | 林國雄 |      | 原收錄鳳飛飛《一顆紅豆》 江玲翻唱；收錄於〈我心屬於你〉          |
| 10   | 千里情         | 晨曦   | 古月   |        |      | 原收錄鳳飛飛《一片深情》 電影《一片深情》插曲                    |
| 11   | 鄉間的風       | 晨曦   | 左宏元 | 林國雄 |      | 原收錄鳳飛飛《就是溜溜的她 (專輯)》專輯 電影《就是溜溜的她》插曲 |
| 12   | 情在深處       | 晨曦   | 古月   | 林國雄 |      | 原收錄鳳飛飛《秋蓮》 電影《秋蓮》插曲                            |
| 13   | 我們正年輕     | 林煌坤 | 劉慕之 |        |      | 原收錄鳳飛飛《就是溜溜的她》專輯                                 |
| 14   | 鳳仙花兒逢春開 | 向虹   | 仙族   | 林國雄 |      | 原收錄鳳飛飛《秋蓮》                                             |
| 15   | 金色大地       | 陳真   | 爾心   |        |      | 原收錄鳳飛飛《就是溜溜的她》專輯                                 |

### 專輯版本
- CD
  - 1998年9月歌林天龍唱片發行

## 2003年鳳飛飛演唱會紀念CD 電影主題曲系列
《2003年鳳飛飛演唱會紀念CD 電影主題曲系列》專輯是鳳飛飛第四十九張精選；收錄鳳飛飛在歌林與海山唱片時期的電影經典主題曲與插曲；2003年11月滾石唱片發行。

### 專輯曲目
| 曲序 | 曲名                | 作詞   | 作曲   | 編曲   | 長度   | 備註 |
| 01   | 奔向彩虹            | 瓊瑤   | 古月   |        |        | 原收錄鳳飛飛《奔向彩虹》 電影《奔向彩虹》主題曲 劉依純翻唱；收錄於〈瓊瑤愛情館 3〉 |
| 02   | 雁兒在林梢 (專輯)   | 瓊瑤   | 欣逸   |        |        | 原收錄於鳳飛飛《雁兒在林梢 (專輯)》 電影《雁兒在林梢》主題曲 錦繡二重唱翻唱；收錄於〈錦鏽羅曼史〉 |
| 03   | 金盞花              | 瓊瑤   | 古月   | 林國雄 |        | 原收錄於鳳飛飛《金盞花》 電影《金盞花》主題曲 錦繡二重唱翻唱；收錄於〈錦繡羅曼史〉 |
| 04   | 楓葉情              | 林煌坤 | 駱明道 |        | 03'35" | 原收錄於鳳飛飛《楓葉情》、《楓葉情》（單曲） 電影《楓葉情》主題曲 林宛臻翻唱；收錄於〈舞不完醉人的舞步(一)〉專輯 李碧華翻唱；收錄於〈第3個夢〉專輯 陳聖芬翻唱；收錄於〈多少的回憶〉專輯 張秀卿翻唱；收錄於〈卿秀佳人〉專輯 江美麗翻唱；收錄於〈江美麗的心情小棧2〉專輯 甄妮翻唱；收錄於〈紅伶少女〉專輯            |
| 05   | 溫暖的秋天          | 劉家昌 | 劉家昌 |        |        | 原收錄於鳳飛飛《溫暖在秋天》 原唱：甄妮 電影《溫暖在秋天》插曲 電影《梅花》插曲 |
| 06   | 秋纏                | 孫儀   | 劉家昌 |        |        | 原收錄於鳳飛飛《秋纏》 電影《秋纏》主題曲 葉璦菱翻唱；收錄於〈葉璦菱點歌集 2〉 李碧華翻唱；收錄於〈夢與詩交響曲〉 千百惠翻唱；收錄於〈往日情懷 2〉 江美麗翻唱；收錄於〈江美麗的心情小棧2〉 劉家昌翻唱；收錄於〈深情〉 夏台瑄翻唱；收錄於〈秋纏〉                                                                   |
| 07   | 純純的愛            | 劉家昌 | 劉家昌 |        |        | 原收錄於鳳飛飛《半山飄雨半山晴》 原唱：江蕾 電影《純純的愛》主題曲 |
| 08   | 落葉飄飄            | 林煌坤 | 駱明道 |        |        | 原收錄於鳳飛飛《落葉飄飄 》 電影《落葉飄飄》主題曲 秀蘭翻唱；收錄於〈落葉飄飄〉 |
| 09   | 又見秋蓮            | 晨曦   | 古月   | 林國雄 |        | 原收錄於鳳飛飛《 秋蓮 》 電影《秋蓮》插曲 |
| 10   | 晨霧                | 玄小佛 | 古月   |        |        | 原收錄於鳳飛飛《晨霧》 電影《晨霧》主題曲 |
| 11   | 松林的低語          | 瓊瑤   | 古月   | 林國雄 |        | 原收錄於鳳飛飛《我是一片雲 (專輯)》 原名松林相會，電影《我是一片雲》插曲 |
| 12   | 一顆紅豆 (專輯)     | 瓊瑤   | 古月   | 林國雄 |        | 原收錄於鳳飛飛《一顆紅豆》 電影《一顆紅豆》主題曲 |
| 13   | 月朦朧鳥朦朧 (專輯) | 瓊瑤   | 古月   |        |        | 原收錄於鳳飛飛《月朦朧鳥朦朧 (專輯) 》 電影《月朦朧鳥朦朧》主題曲 蔡幸娟翻唱；收錄於〈中國娃娃回想曲 4〉 林靈翻唱；收錄於〈情調重現二〉 女聲四重唱翻唱；收錄於〈夜貓族〉 許茹芸翻唱；收錄於〈許茹芸的愛情電影主題曲 － 雲且留住〉 劉依純翻唱；收錄於〈瓊瑤愛情館 3〉 錦繡二重唱翻唱；收錄於〈錦鏽羅曼史II 夏之旅〉 |
| 14   | 我是一片雲 (專輯)   | 瓊瑤   | 古月   | 林國雄 |        | 原收錄於鳳飛飛《我是一片雲 (專輯)》 電影《我是一片雲》主題曲 高凌風翻唱；收錄於〈姑娘的酒窩〉 林宛臻翻唱；收錄於〈舞不完醉人的舞步(一)〉 蔡幸娟翻唱；收錄於〈中國娃娃回想曲 4〉 關艾翻唱；收錄於〈海鷗飛處彩雲飛〉 齊秦翻唱；收錄於〈齊秦的世紀情歌之謎〉 劉依純翻唱；收錄於〈瓊瑤愛情館 4〉                       |

### 專輯版本
- CD
  - 2003年11月17日滾石唱片發行
  - 2012年3月2日滾石唱片發行
  - 2014年4月26日滾石唱片發行

## 想要彈同調最精選
《想要彈同調精選輯》是鳳飛飛第六十三張個人精選輯；2012年10月金牌大風發行。

### 專輯曲目
| 曲序 | 曲名             | 作詞           | 作曲   | 編曲   | 長度 | 備註                                        |
| 01   | 想要彈同調       | 周添旺         | 鄧雨賢 |        |      | 原收錄鳳飛飛《想要彈同調 》專輯             |
| 02   | 四月望雨         | 陸寒袖         | 詹宏達 | 陳揚   |      | 原收錄鳳飛飛《陪傷心人說往事 》專輯         |
| 03   | 江上月影         | 周添旺         | 鄧雨賢 | 詹宏達 |      | 原收錄鳳飛飛《思念的歌》專輯                |
| 04   | 悲戀的酒杯       | 陳達儒         | 姚讚福 | Keieh  |      | 原收錄鳳飛飛《想要彈同調》專輯 原唱：秀鑾   |
| 05   | 蝶戀花           | 洪一峰         | 洪一峰 | 詹宏達 |      | 原收錄鳳飛飛《思念的歌》專輯 原唱：洪一峰   |
| 06   | 黃昏再會         | 林天津         | 楊三郎 | 黃名偉 |      | 原收錄鳳飛飛《想要彈同調》專輯              |
| 07   | 苦戀歌           | 那卡諾         | 楊三郎 | 詹宏達 |      | 原收錄鳳飛飛《想要彈同調》專輯              |
| 08   | 異鄉夜月         | 周添旺         | 楊三郎 | 陳吉士 |      | 原收錄鳳飛飛《想要彈同調》專輯 原唱：林英美 |
| 09   | 南都夜曲         | 陳達儒         | 郭玉蘭 |        |      | 原收錄鳳飛飛《思念的歌》專輯 原唱：郭玉蘭   |
| 10   | 阿娘的心         | 鄭恆隆         | 鄭恆隆 | 江健民 |      | 原收錄鳳飛飛《想要彈同調》專輯              |
| 11   | 淡水暮色         | 葉俊麟         | 洪一峰 | 張乃仁 |      | 原收錄鳳飛飛《想要彈同調》專輯 原唱：洪一峰 |
| 12   | 秋怨             | 鄭志峰         | 楊三郎 | 詹宏達 |      | 原收錄鳳飛飛《思念的歌》專輯 原唱：林英美   |
| 13   | 阮若打開心內門窗 | 王昶雄         | 呂泉生 | 陳吉士 |      | 原收錄鳳飛飛《想要彈同調》專輯              |
| 14   | 期待             | 鳳飛飛／王明哲 | 王明哲 | 張乃仁 |      | 原收錄鳳飛飛《思念的歌》專輯                |
| 15   | 情字這條路       | 慎芝           | 鄭華娟 |        |      | 原收錄鳳飛飛《思念的歌》專輯 原唱：潘越雲   |
| 16   | 思念的歌         | 路寒袖         | 王明哲 | 張乃仁 |      | 原收錄鳳飛飛《思念的歌》專輯                |

### 專輯版本
- CD
  - 2012年10月金牌大風發行

## 2003年鳳飛飛演唱會紀念CD 經典名曲系列
《2003年鳳飛飛演唱會紀念CD 經典名曲系列》專輯是鳳飛飛第四十八張精選；收錄鳳飛飛在歌林與海山唱片時期的經典精選；2003年11月滾石唱片發行。

### 專輯曲目
| 曲序 | 曲名         | 作詞   | 作曲       | 編曲   | 長度 | 備註 |
| 01   | 流水年華     | 曉燕   |            |        |      | 原收錄鳳飛飛《花有情花有愛》 劉文正翻唱；收錄於〈情奔〉 江明學翻唱；收錄於〈秋意上心頭〉 王臺珊翻唱；收錄於〈新人排行榜４－王臺珊比賽歌曲精選第二輯〉 庾澄慶翻唱；收錄於〈哈林夜總會、哈世紀、到死都要18歲〉 江美麗翻唱；收錄於〈江美麗的心情小棧1〉 洪俊揚翻唱；收錄於〈獨角獸〉 蔡琴翻唱；收錄於〈蔡琴不了情2007經典歌曲香港演唱會〉 陳思安翻唱；收錄於〈餐廳小唱〉 |
| 02   | 喜氣洋洋     | 孫儀   | 鄭貴昶     |        |      | 原收錄鳳飛飛《奔向彩虹》 劉文正翻唱；收錄於〈她像個孩子〉 林慧萍翻唱；收錄於〈1987 巨星金曲〉 |
| 03   | 我願         | 鄭貴昶 | 鄭貴昶     |        |      | 原收錄鳳飛飛《星語》 |
| 04   | 巧合         | 莊奴   | 湯尼       |        |      | 原收錄鳳飛飛《巧合》 林靈翻唱；收錄於〈情調重現二〉 陳聖芬翻唱；收錄於〈多少的回憶〉 蔡幸娟翻唱；收錄於〈絕版情歌〉 江明學翻唱；收錄於〈被遺忘的時光〉 林淑容；收錄於海外版專輯〈戀歌心曲 5〉 |
| 05   | 笑笑笑       | 文杰   | 古月       |        |      | 原收錄鳳飛飛《花謝花飛飛滿天》 |
| 06   | 真情比酒濃   | 詠詠   | 古月       |        |      | 原收錄鳳飛飛《花謝花飛飛滿天》 青山翻唱；收錄於〈明日天涯〉 夏台瑄翻唱；收錄於《這邊晴時那邊雨》 倪賓翻唱；收錄於〈一寸光陰一寸金〉 龍飄飄翻唱；收錄於〈愛的詩篇〉 吳淑敏翻唱；收錄於〈國語金曲專輯〉 |
| 07   | 祝你幸福     | 林煌坤 | 林家慶     |        |      | 原收錄鳳飛飛《祝你幸福》 楊小萍翻唱；收錄於〈春天在車廂裡〉專輯 方麗兒翻唱；收錄於〈笑的酒渦〉專輯 白嘉莉翻唱；收錄於〈夢裡再見〉專輯 尤雅翻唱；收錄於〈海燕頌〉專輯 青山翻唱；收錄於〈請她回來見一面〉專輯 吳淑敏翻唱；收錄於〈吳淑敏國語金曲〉專輯 李碧華翻唱；收錄於〈夢想時分〉專輯 江美麗翻唱；收錄於〈江美麗的心情小棧1〉專輯                                   |
| 08   | 又是秋天     | 莊奴   | 駱明道     |        |      | 原收錄鳳飛飛《半山飄雨半山晴》 方晴翻唱；收錄於《寄語白雲》 謝雷翻唱；收錄於《昨日匆匆》 陳聖芬翻唱；收錄於《多少的回憶》 |
| 09   | 花有情花有愛 | 莊奴   | 古月       |        |      | 原收錄鳳飛飛《花有情花有愛》 |
| 10   | 愛不完的你   | 孫家麟 | 翁清溪     |        |      | 原收錄鳳飛飛《你來了》 |
| 11   | 妳家大門     | 晨曦   |            |        |      | 原收錄鳳飛飛《我是中國人》 |
| 12   | 相思爬上心底 | 林煌坤 | 馬飼野俊一 | 林國雄 |      | 原收錄鳳飛飛《相思爬上心底》 林靈翻唱；收錄於〈永遠的情歌一〉 |
| 13   | 好好愛我     | 林煌坤 | 李超群     |        |      | 原收錄鳳飛飛《好好愛我》 林宛臻翻唱；收錄於〈舞不完醉人的舞步〉 劉虹嬅翻唱；收錄於〈好好愛我〉 |
| 14   | 你來了       | 黃仁清 | 黃仁清     |        |      | 原收錄鳳飛飛《你來了》 |
| 15   | 另一種鄉愁   | 晨曦   | 新司       |        |      | 原收錄鳳飛飛《好好愛我》 余天翻唱；收錄於〈男人青春夢〉 許富凱翻唱；收錄於〈等無愛〉 |

### 專輯版本
- CD
  - 2003年11月17日滾石唱片發行
  - 2012年3月2日滾石唱片發行
  - 2014年4月26日滾石唱片發行

## 好好愛我 專輯
《好好愛我》是鳳飛飛第五十五張個人專輯；1981年10月歌林唱片發行。

### 專輯曲目
| 曲序 | 曲名           | 作詞   | 作曲     | 編曲 | 長度 | 備註                                                                                       |
| A1   | 好好愛我       | 林煌坤 | 李超群   |      |      | 林宛臻翻唱；收錄於〈舞不完醉人的舞步〉 劉虹嬅翻唱；收錄於〈好好愛我〉                      |
| A2   | 秋虹升起       | 蔣榮伊 | 瑪琍西倫 |      |      |                                                                                            |
| A3   | 愛字大家公用   | 李建德 | 蔣榮伊   |      |      |                                                                                            |
| A4   | 做客           | 莊奴   |          |      |      |                                                                                            |
| A5   | 夜的羅曼史     | 晨曦   | 和田     |      |      |                                                                                            |
| A6   | 踏夢           | 爾英   | 古月     |      |      |                                                                                            |
| B1   | 另一種鄉愁     | 晨曦   | 新司     |      |      | 改編自谷村新司的歌曲昴 余天翻唱；收錄於〈男人青春夢〉 許富凱翻唱；民視八點檔春花望露片尾曲 |
| B2   | 踢踏踩         | 爾英   | 古月     |      |      |                                                                                            |
| B3   | 我是秤來你是鉈 | 蔣榮伊 | 古月     |      |      |                                                                                            |
| B4   | 旋轉的記憶     | 晨曦   |          |      |      | 改編自Topas的歌曲Days of summer                                                            |
| B5   | 櫓兒搖         | 越人   | 越人     |      |      |                                                                                            |
| B6   | 葬花           | 祥子   | 王福齡   |      |      | 原唱：容蓉                                                                                 |

### 專輯版本
- 黑膠唱片
  - 1981年10月歌林唱片發行
- 卡帶專輯
  - 1981年10月歌林唱片發行

- CD
  - 【鳳起雲湧之好好愛我】2003年12月飛躍藝人經紀工作室製作；全員集合發行
  - 【復刻版】2007年8月飛躍藝人經紀工作室製作；喜瑪拉雅唱片發行
  - 【歌林黃金十年 (下集)】2012年9月瑞星唱片發行